# Venera 7
La sonda Venera 7 (en ruso, Венера-7) del programa espacial soviético Venera se convirtió en la primera nave espacial en enviar datos desde la superficie de otro planeta. 
En 1970, la sonda hizo el primer aterrizaje controlado en la superficie del planeta Venus. 
Otras sondas se habían estrellado en la Luna (1959, Luna 2)  tras enviar datos durante su caída.
- Fecha de lanzamiento: 17 de agosto de 1970 a las 05:38 UTC
- Masa en órbita: 1180 kg
- Masa de la sonda de aterrizaje: 495 kg

Entró en la atmósfera de Venus el 15 de diciembre de 1970 y aterrizó en la superficie del planeta a las 05:34:10 UTC del mismo día. Las coordenadas de aterrizaje fueron 5° S, 351° E.